# Бонні Гадушек
Бонні Гадушек (англ. Bonnie Gadusek, нар. 11 вересня 1963) — колишня американська професійна тенісистка.
Перемагала таких тенісисток як Біллі Джин Кінг, Андреа Єйгер, Сью Баркер, Гана Мандлікова, Мануела Малеєва, Венді Тернбулл, Габріела Сабатіні, Діанне Фромгольтц, Клаудія Коде-Кільш, Гелена Сукова, Зіна Гаррісон, Мері Джо Фернандес, Сільвія Ганіка, Джо Дьюрі і Розмарі Касалс.
Здобула п'ять одиночних та три парні титули туру WTA.
Найвищу одиночну позицію світового рейтингу — 8 місце досягнула 9 липня 1984, парну — 59 місце — 5 січня 1987 року.
Завершила кар'єру 1987 року.при рахунку перемог і поразок 169–95.[недоступне посилання з вересень 2017]

## Фінали Туру WTA

### Одиночний розряд: 10 (5–5)
| Перемога — Легенда                |
| --------------------------------- |
| Турніри Великого шолома (0–0)     |
| Турніри WTA Tour (0–0)            |
| Virginia Slims, Avon, Other (5–5) |

| Титули за покриттям |
| ------------------- |
| Тверде (1–1)        |
| Трава (0–0)         |
| Ґрунт (2–3)         |
| Килим (2–1)         |

| Результат | W/L | Дата | Турнір                         | Покриття  | Опонент          | Рахунок            |
| --------- | --- | ---- | ------------------------------ | --------- | ---------------- | ------------------ |
| Поразка   | 0–1 | 1982 | Монте-Карло, Монако            | Ґрунт     | Вірджинія Рузіч  | 2–6, 6–7(5–7)      |
| Поразка   | 0–2 | 1983 | Мастерс Рим. Італія            | Ґрунт     | Андреа Темешварі | 1–6, 0–6           |
| Поразка   | 0–3 | 1983 | Maybelline Classic, U.S.       | Тверде    | Кріс Еверт       | 0–6, 4–6           |
| Перемога  | 1–3 | 1984 | Marco Island, U.S.             | Ґрунт     | Кетлін Горват    | 3–6, 6–0, 6–4      |
| Поразка   | 1–4 | 1984 | Palm Beach Gardens, U.S.       | Ґрунт     | Кріс Еверт-Lloyd | 0–6, 1–6           |
| Перемога  | 2–4 | 1985 | Marco Island, U.S.             | Тверде    | Пем Кеселі       | 6–3, 6–4           |
| Перемога  | 3–4 | 1985 | WTA Swiss Open, Швейцарія      | Ґрунт     | Мануела Малеєва  | 6–2, 6–2           |
| Перемога  | 4–4 | 1985 | Ameritech Cup, U.S.            | Килим (i) | Кеті Ріналді     | 6–1, 6–3           |
| Перемога  | 5–4 | 1985 | Індіанаполіс, U.S.             | Килим (i) | Пем Кеселі       | 6–0, 6–3           |
| Поразка   | 5–5 | 1985 | Toray Pan Pacific Open, Японія | Килим (i) | Мануела Малеєва  | 6–7(2–7), 6–3, 5–7 |

### Парний розряд: 6 (3–3)
| Перемога — Легенда            |
| ----------------------------- |
| Турніри Великого шолома (0–0) |
| Турніри WTA Tour (0–0)        |
| Virginia Slims (3–3)          |

| Титули за покриттям |
| ------------------- |
| Тверде (1–2)        |
| Трава (0–0)         |
| Ґрунт (1–0)         |
| Килим (1–1)         |

| Результат | Ранг | Дата             | Турнір                 | Покриття  | Партнер          | Опоненти                        | Рахунок       |
| --------- | ---- | ---------------- | ---------------------- | --------- | ---------------- | ------------------------------- | ------------- |
| Поразка   | 1.   | 10 жовтня 1983   | Eckerd Open            | Тверде    | Wendy White      | Мартіна Навратілова Пем Шрайвер | 0–6, 1–6      |
| Перемога  | 1.   | 7 листопада 1983 | Maybelline Classic     | Тверде    | Венді Вайт       | Пем Кеселі Мері-Лу Деніелс      | 6–1, 3–6, 6–3 |
| Поразка   | 2.   | 28 січня 1985    | Marco Island           | Тверде    | Камілл Бенджамін | Кеті Джордан Елізабет Смайлі    | 3–6, 3–6      |
| Перемога  | 2.   | 20 травня 1985   | Lugano                 | Ґрунт     | Гелена Сукова    | Беттіна Бюнге Ева Пфафф         | 6–2, 6–4      |
| Перемога  | 3.   | 7 жовтня 1985    | Індіанаполіс           | Килим (i) | Мері-Лу П'ятек   | Penny Barg Сенді Коллінз        | 6–1, 6–0      |
| Поразка   | 3.   | 24 лютого 1986   | Silicon Valley Classic | Килим (i) | Гелена Сукова    | Гана Мандлікова Венді Тернбулл  | 6–7(5–7), 1–6 |

## Виступи в одиночних турнірах Великого шолома
| Турнір                                 | 1981  | 1982  | 1983  | 1984  | 1985  | 1986  | 1987  | Career SR |
| -------------------------------------- | ----- | ----- | ----- | ----- | ----- | ----- | ----- | --------- |
| Відкритий чемпіонат Австралії з тенісу | 2р    |       |       |       |       | NH    |       | 0 / 1     |
| Відкритий чемпіонат Франції з тенісу   | 1р    | 3р    | 1р    |       | 2р    |       |       | 0 / 4     |
| Вімблдонський турнір                   |       |       |       |       | 2р    |       |       | 0 / 1     |
| Відкритий чемпіонат США з тенісу       |       | ЧФ    | 2р    | 2р    | 3р    | ЧФ    | 1р    | 0 / 6     |
| SR                                     | 0 / 2 | 0 / 2 | 0 / 2 | 0 / 1 | 0 / 3 | 0 / 1 | 0 / 1 | 0 / 12    |
| Рейтинг на кінець року                 | 35    | 18    | 19    | 13    | 10    | 13    | 461   |           |